# St. Laurentius (Pflugdorf)

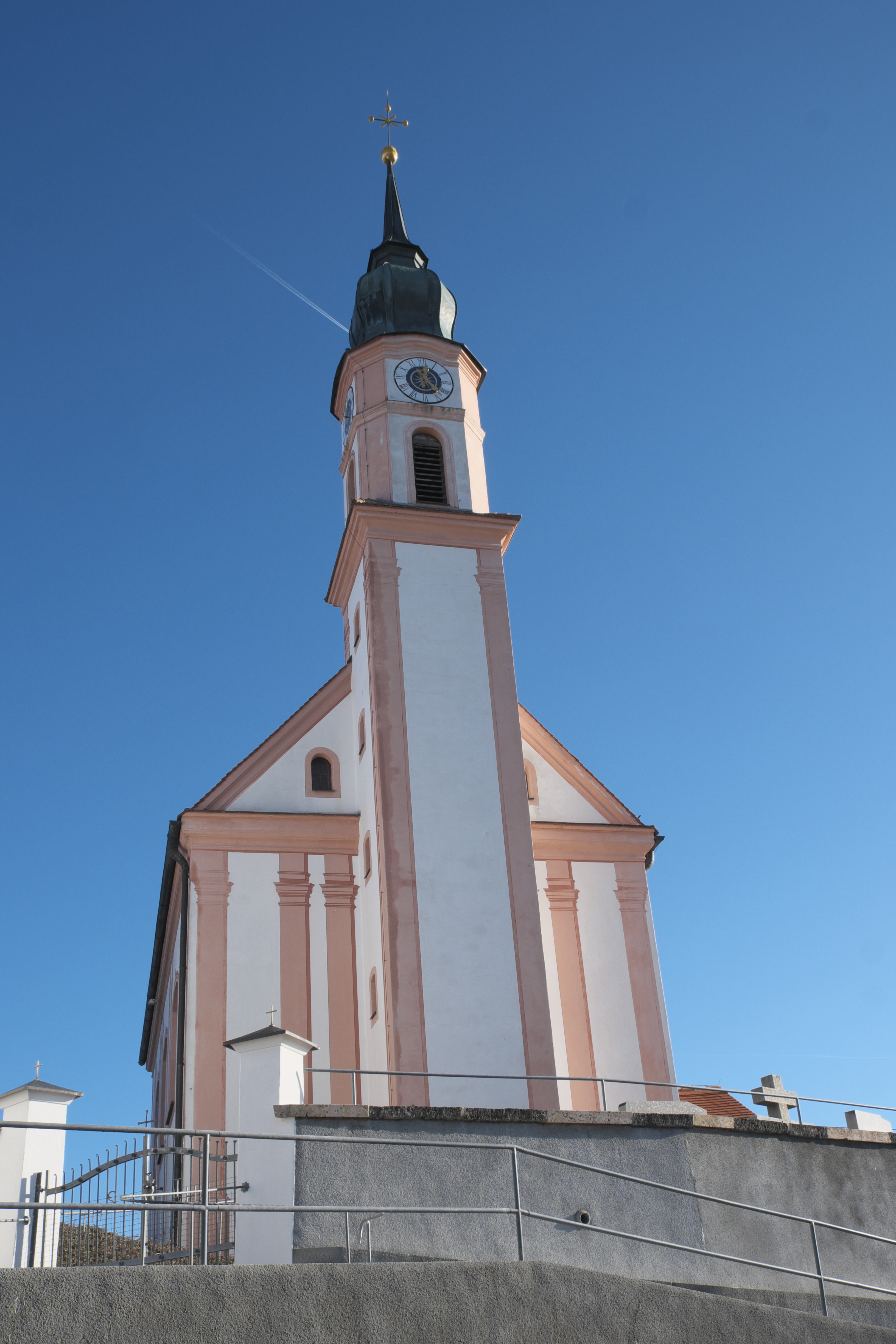
Filialkirche St. Laurentius

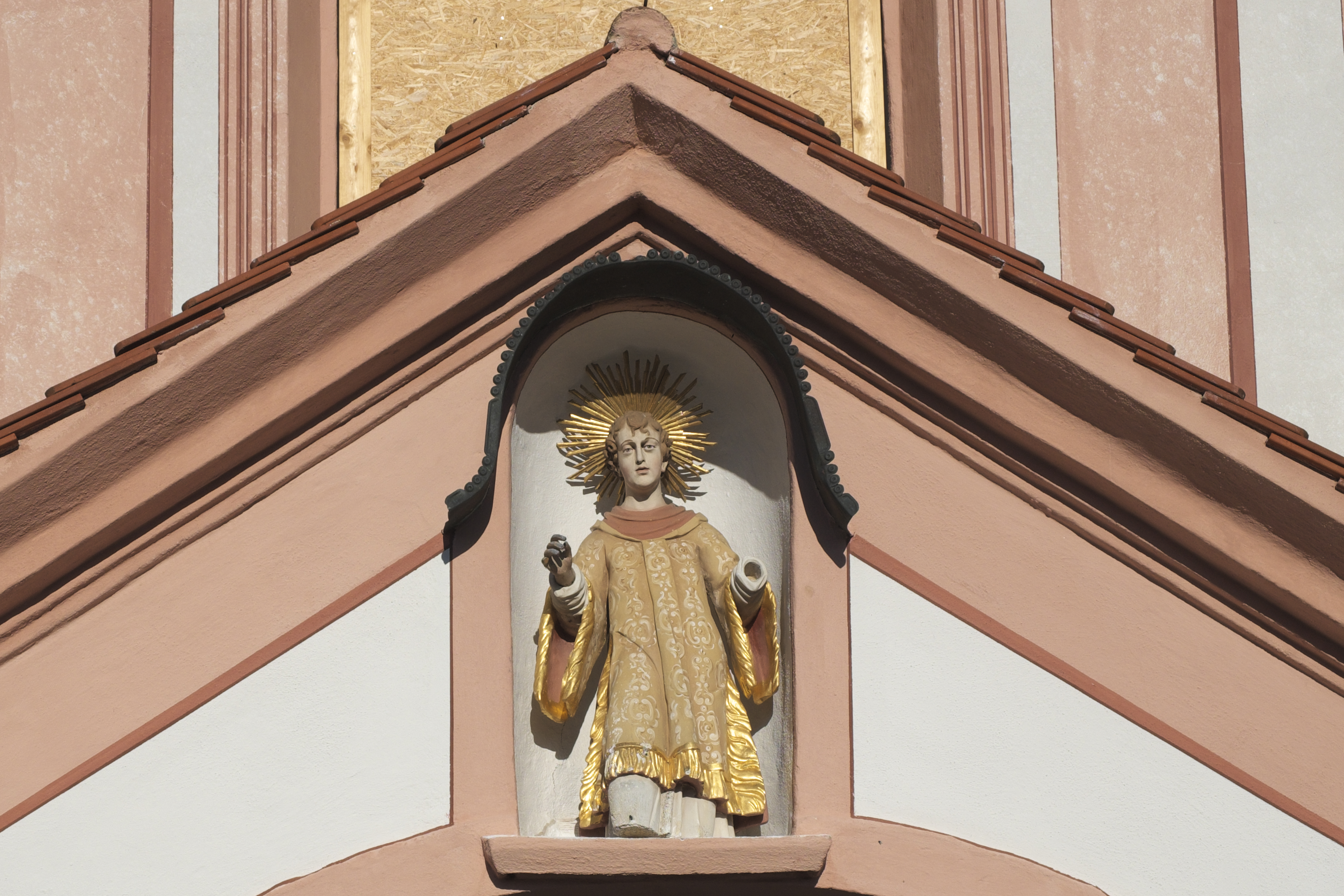
Heiliger Laurentius am Vorzeichen

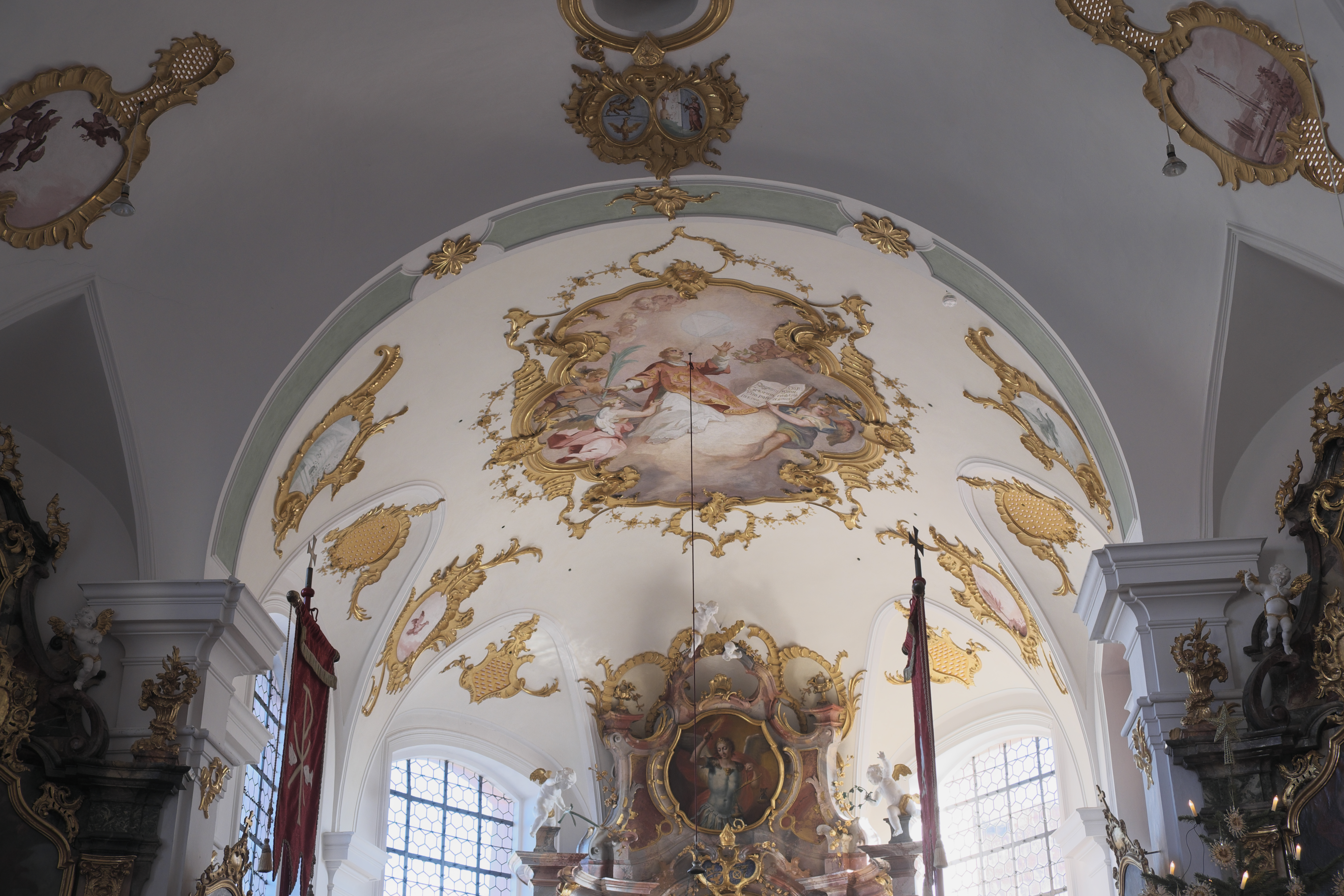
Chor

Die katholische Kirche St. Laurentius in Pflugdorf, einem Ortsteil der Gemeinde Vilgertshofen im oberbayerischen Landkreis Landsberg am Lech, wurde an der Stelle eines oder mehrerer mittelalterlicher bzw. frühneuzeitlicher Vorgängerbauten in der Mitte des 18. Jahrhunderts 
im Stil des Rokoko errichtet. Die dem Heiligen und Märtyrer Laurentius von Rom geweihte Kirche ist eine Filialkirche der Mutterpfarrei Stadl im Bistum Augsburg und gehört zu den geschützten Baudenkmälern in Bayern.

## Geschichte
Die Pfarrei Pflugdorf wird im Jahr 1420 erstmals schriftlich erwähnt. 1598 gelangte sie in den Besitz des Benediktinerklosters Andechs, das 1608 eine bereits bestehende Kirche vergrößern ließ. Um 1755/58 ließ der Abt Bernhard Schütz durch den Münchner Hofmaurermeister Lorenz Sappel auf einer Anhöhe südlich des Dorfplatzes eine neue Kirche errichten. Bei der Außenrenovierung im Jahr 1981 wurde die aus der Bauzeit stammende, in rosaroter Farbe aufgemalte Pilastergliederung wieder freigelegt.

## Architektur

### Außenbau
Vor der Westfassade steht der Glockenturm, dessen Eckpilaster und Gesimsgliederung wie die des gesamten Außenbaus aufgemalt sind. Der Turm besteht aus einem fünfgeschossigen Unterbau, der noch aus einer Vorgängerkirche stammt, und einem oktogonalen Aufbau mit geschwungenem Gesimsabschluss. Er wird von einer Zwiebelhaube mit spitz zulaufendem Aufsatz bekrönt. Im südlichen Chorwinkel ist die mit einem Walmdach gedeckte Sakristei angefügt. Das Portal ist in das mit einem Satteldach gedeckte und von einem Ovalfenster durchbrochene Vorzeichen vor der Westachse des südlichen Langhauses integriert. Im Giebel des Vorzeichens steht in einer Nische eine Figur des heiligen Laurentius, des Kirchenpatrons.

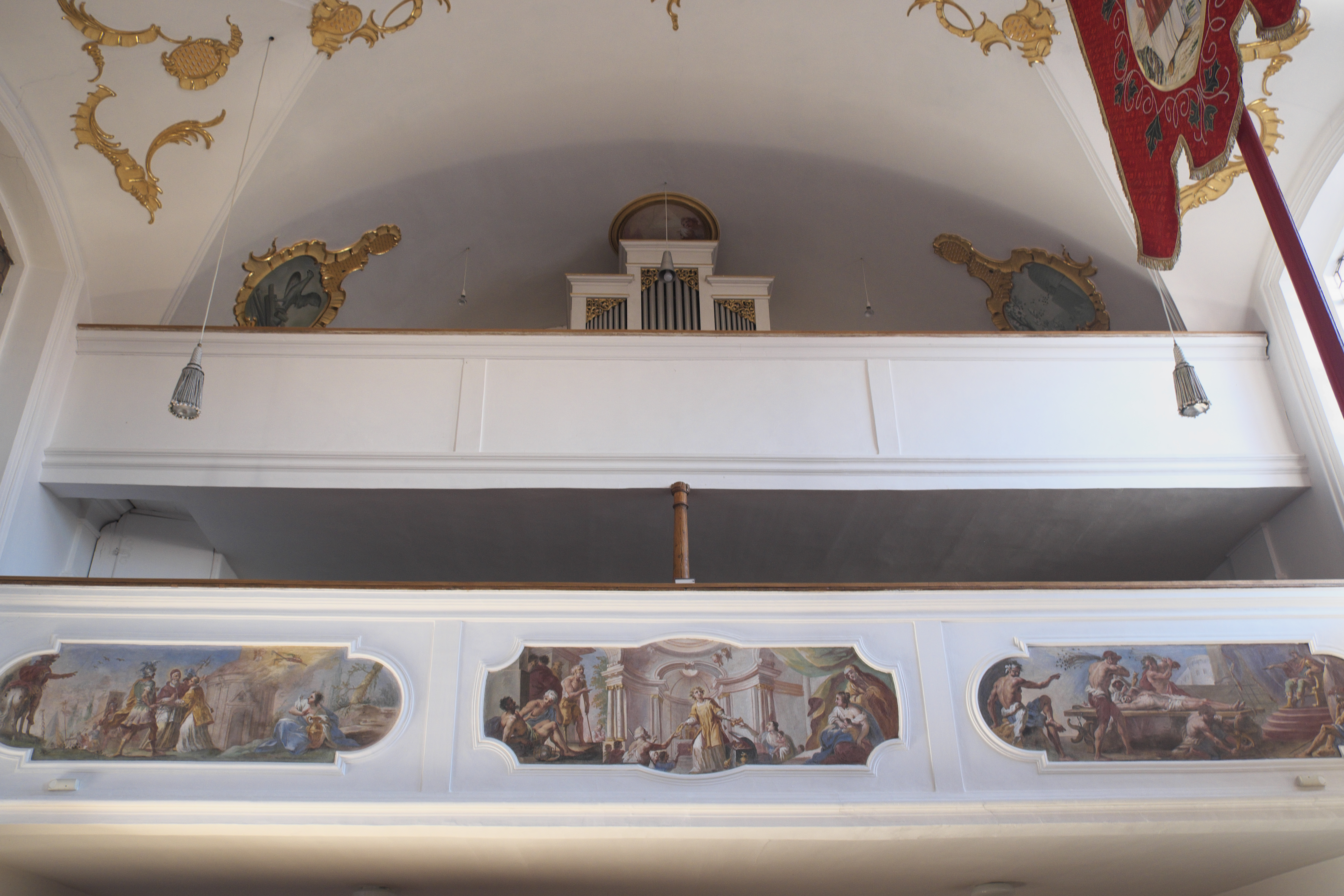
Westempore

### Innenraum
Das einschiffige Langhaus ist in drei Achsen gegliedert und wird von einem flachen Tonnengewölbe mit Stichkappen gedeckt, die auf kräftigen Gebälkstücken aufliegen. Ein hochansetzender Rundbogen führt zum eingezogenen, dreiseitig geschlossenen Chor, der ebenfalls von einer Stichkappentonne überwölbt wird. Den westlichen Abschluss des Langhauses bildet eine Doppelempore mit geraden Brüstungen.

## Emporenbilder
Die Bilder der unteren Empore werden Johann Baptist Baader (um 1717–1780), der auch als Lechmaler oder Lechhansl bekannt ist, bzw. dem Lüftlmaler Franz Seraph Zwinck (1748–1792) aus Oberammergau zugeschrieben. Sie zeigen weitere Szenen aus der Legende des heiligen Laurentius. Links wird er von Papst Sixtus II., der unter Kaiser Valerian ebenfalls den Märtyrertod starb, verabschiedet, in der Mitte verteilt Laurentius die Schätze der Kirche und rechts wird er gefoltert.

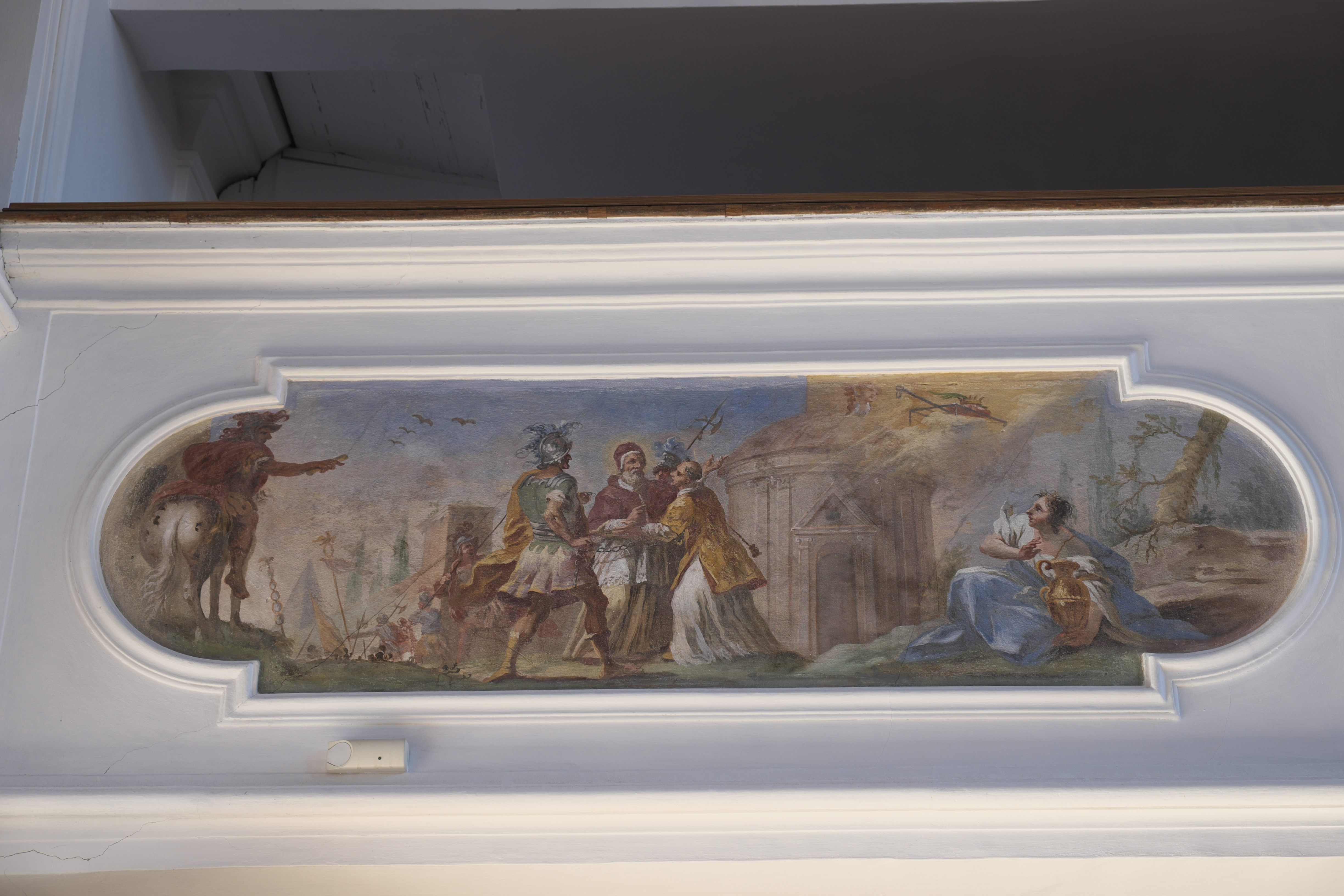
Laurentius wird von Papst Sixtus verabschiedet
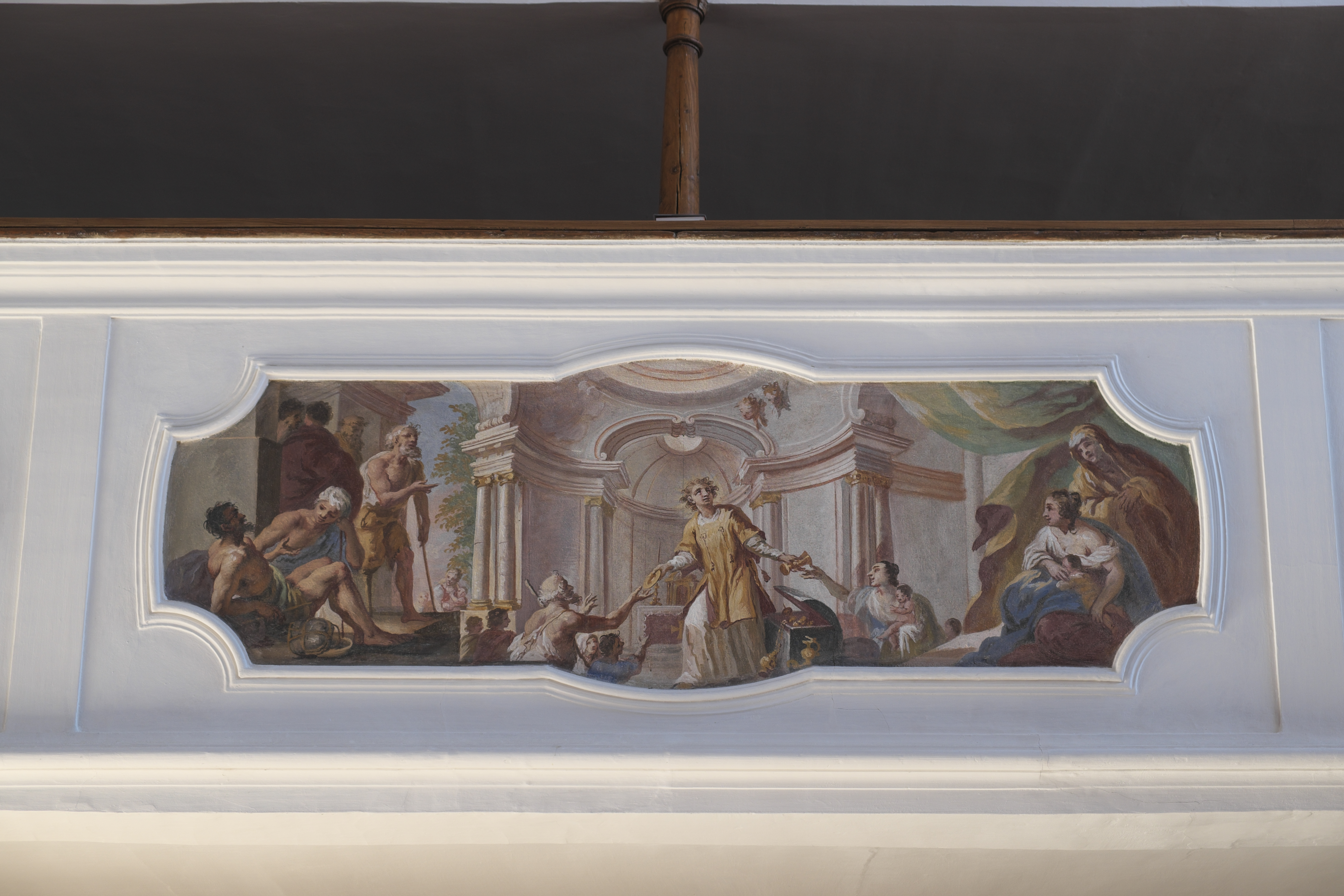
Laurentius verteilt die Schätze der Kirche
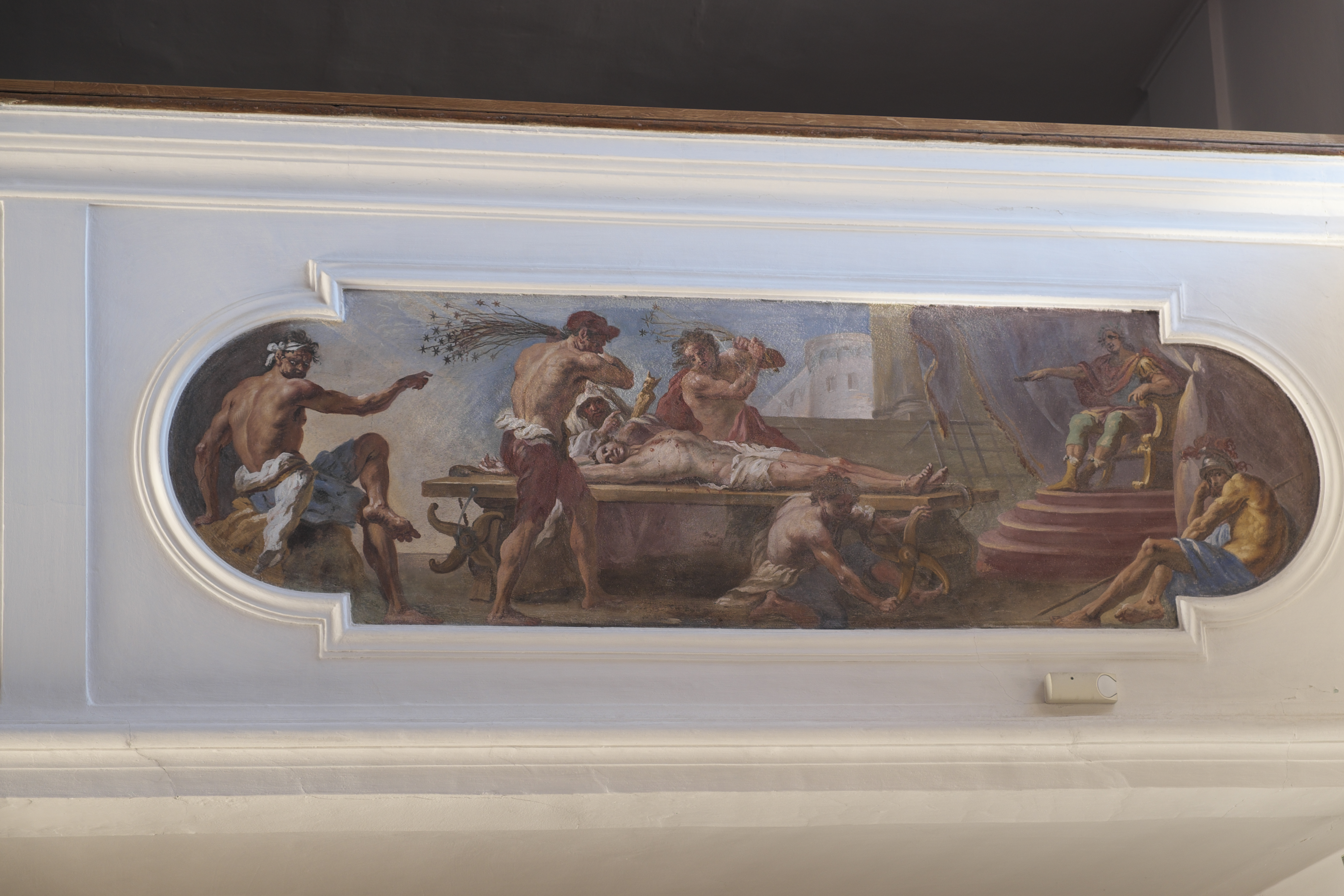
Laurentius wird gefoltert

## Deckenfresken

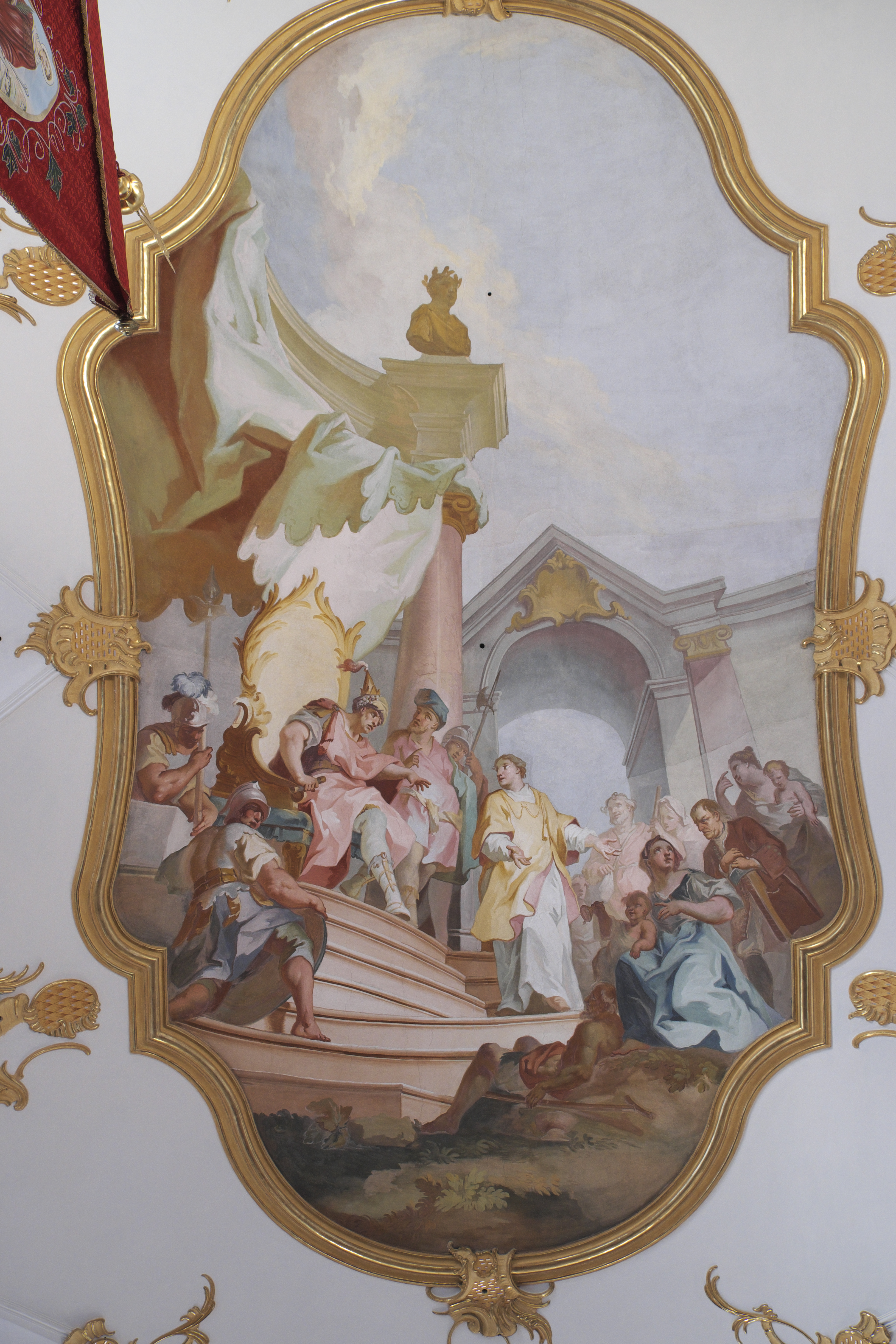
Deckenfresko im Langhaus

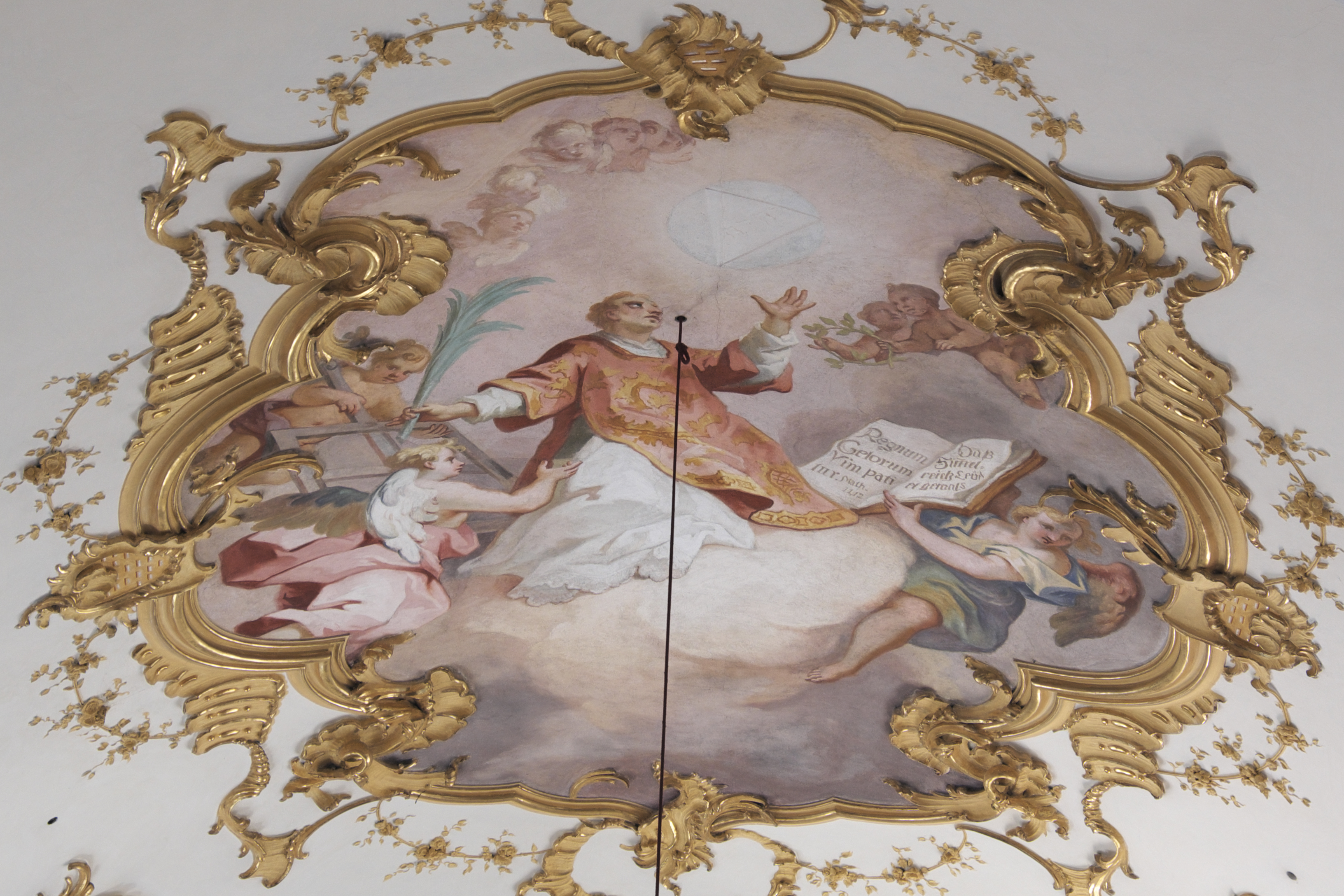
Deckenfresko im Chor

Die Deckenfresken im  Chor und im Langhaus wurden um 1757 gemalt. Sie tragen keine Signatur und werden Johann Baptist Zimmermann (1680–1758) und seiner Werkstatt zugeschrieben. Die Fresken sind dem heiligen Laurentius, dem Schutzpatron der Kirche, gewidmet. Auf dem Langhausfresko steht er vor dem Kaiser Valerian, auf dem Chorfresko hält er die Märtyrerpalme in der Hand. Ein Engel trägt den Rost, auf dem er das Martyrium erlitt, zwei weitere Engel reichen ihm den Lorbeerkranz. Laurentius wird als Diakon, mit einer Dalmatik bekleidet, dargestellt. Die emblematischen Darstellungen auf den Stichkappen sind in monochromen Farben, in Grau- und Sepia-Tönen, gehalten.

## Stuck
Der feine, in Gold gefasste Stuckdekor im Stil des Rokoko wurde von einem nicht bekannten Meister ausgeführt, hinter dem man Tassilo (auch Thassilo) Zöpf (1723–1807) aus Wessobrunn vermutet. Die Deckenfresken sind von profilierten Stuckrahmen eingefasst, die kleineren, emblematischen Darstellungen werden von Rocaillekartuschen gerahmt, die Apostelleuchter sind von Rankenwerk umgeben. In der Stuckkartusche über dem Chorbogen erkennt man das Doppelwappen des Klosters Andechs und des Abtes Bernhard Schütz, der den Bau der Kirche in Auftrag gab.

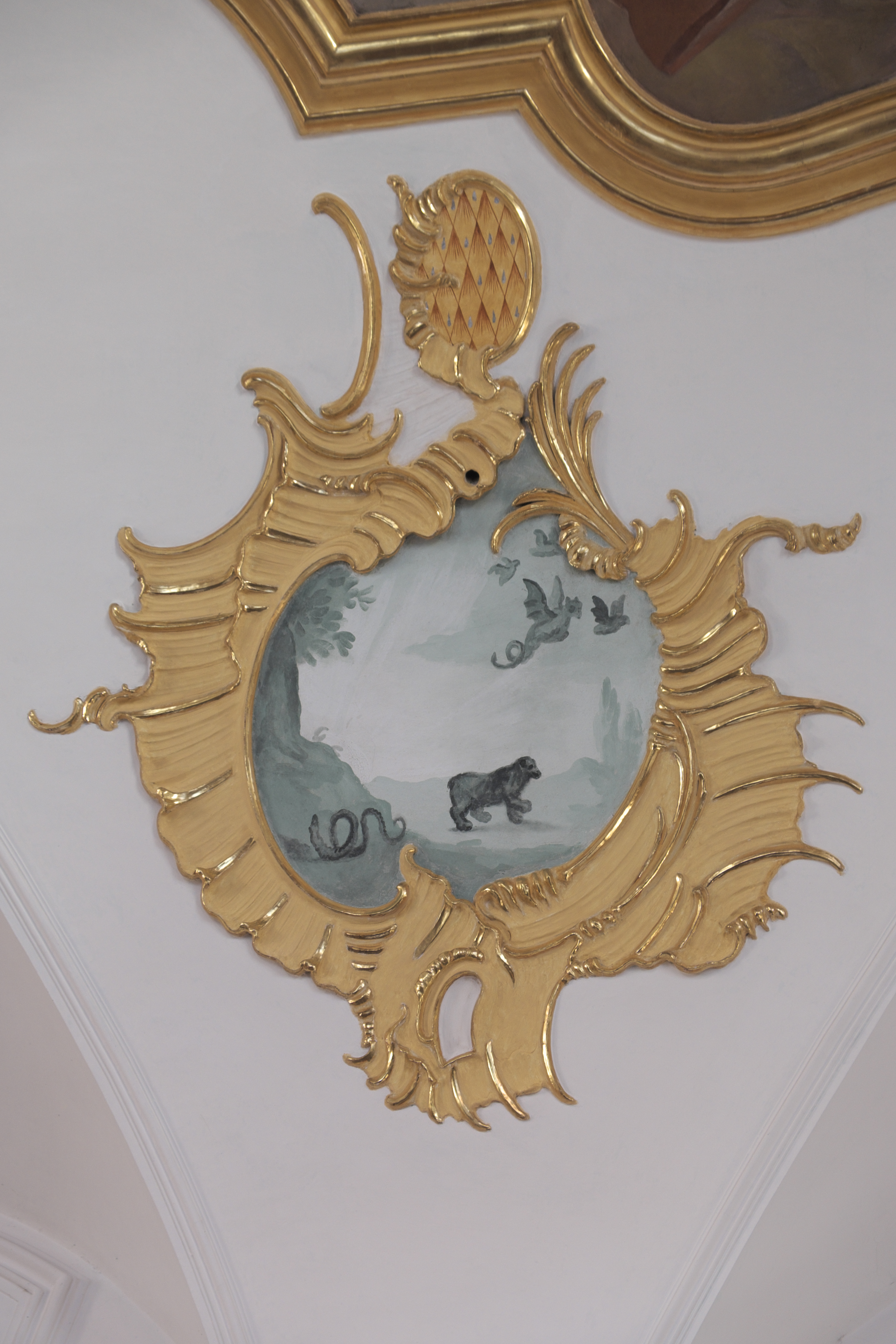
Stuckkartusche mit emblematischer Darstellung
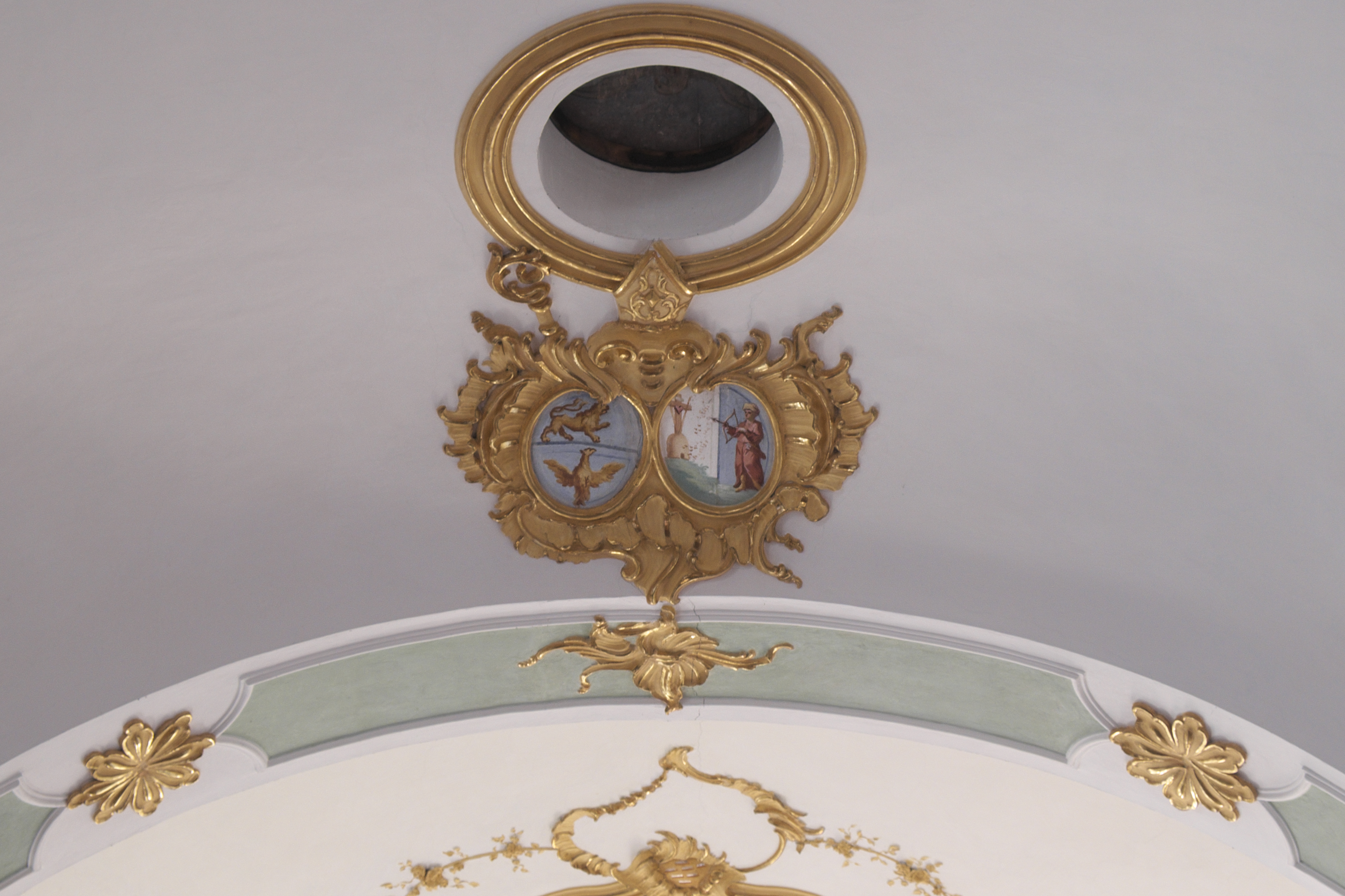
Stuckkartusche mit dem Wappen des Klosters Andechs und des Abtes Bernhard Schütz
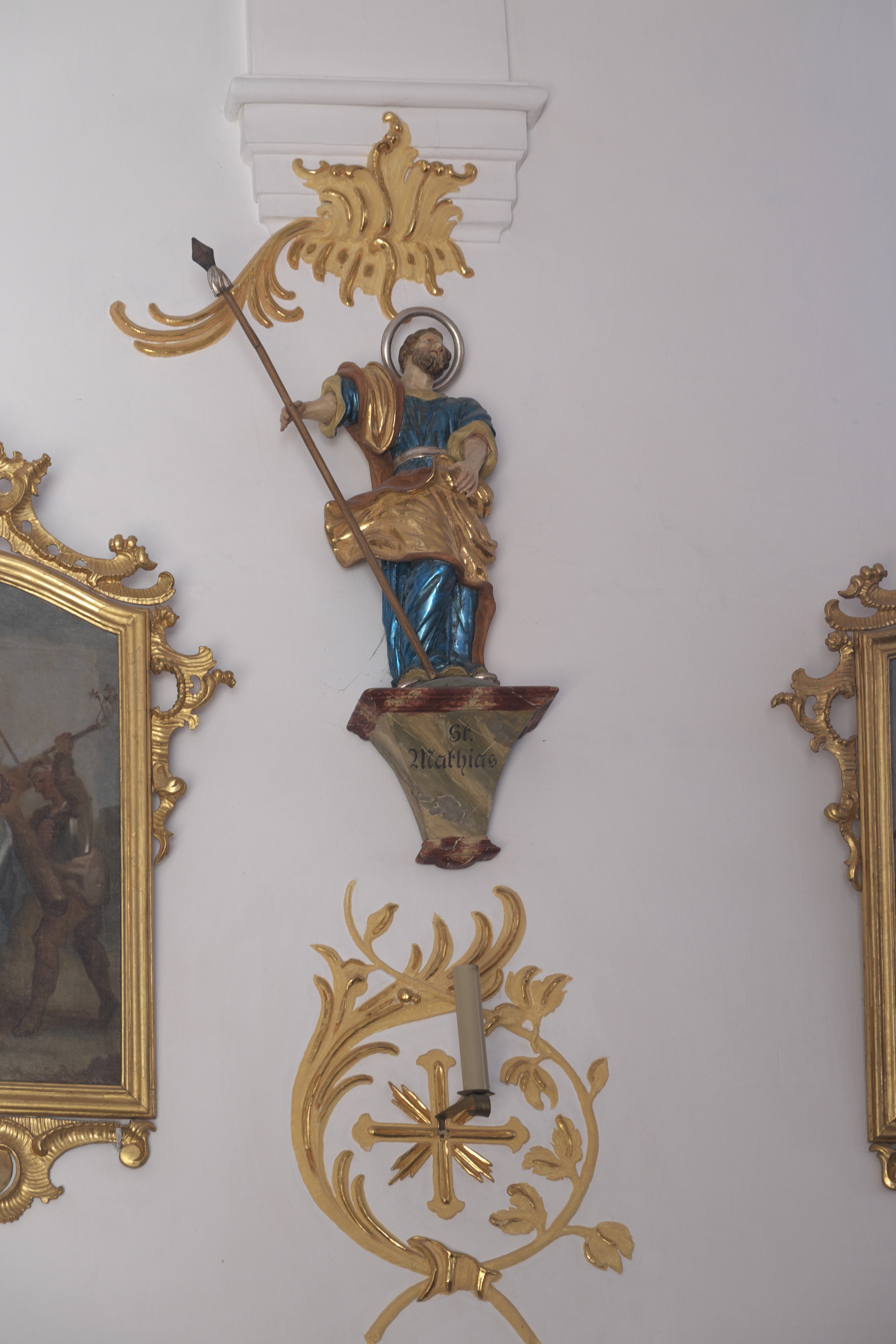
Apostelleuchter

## Ausstattung

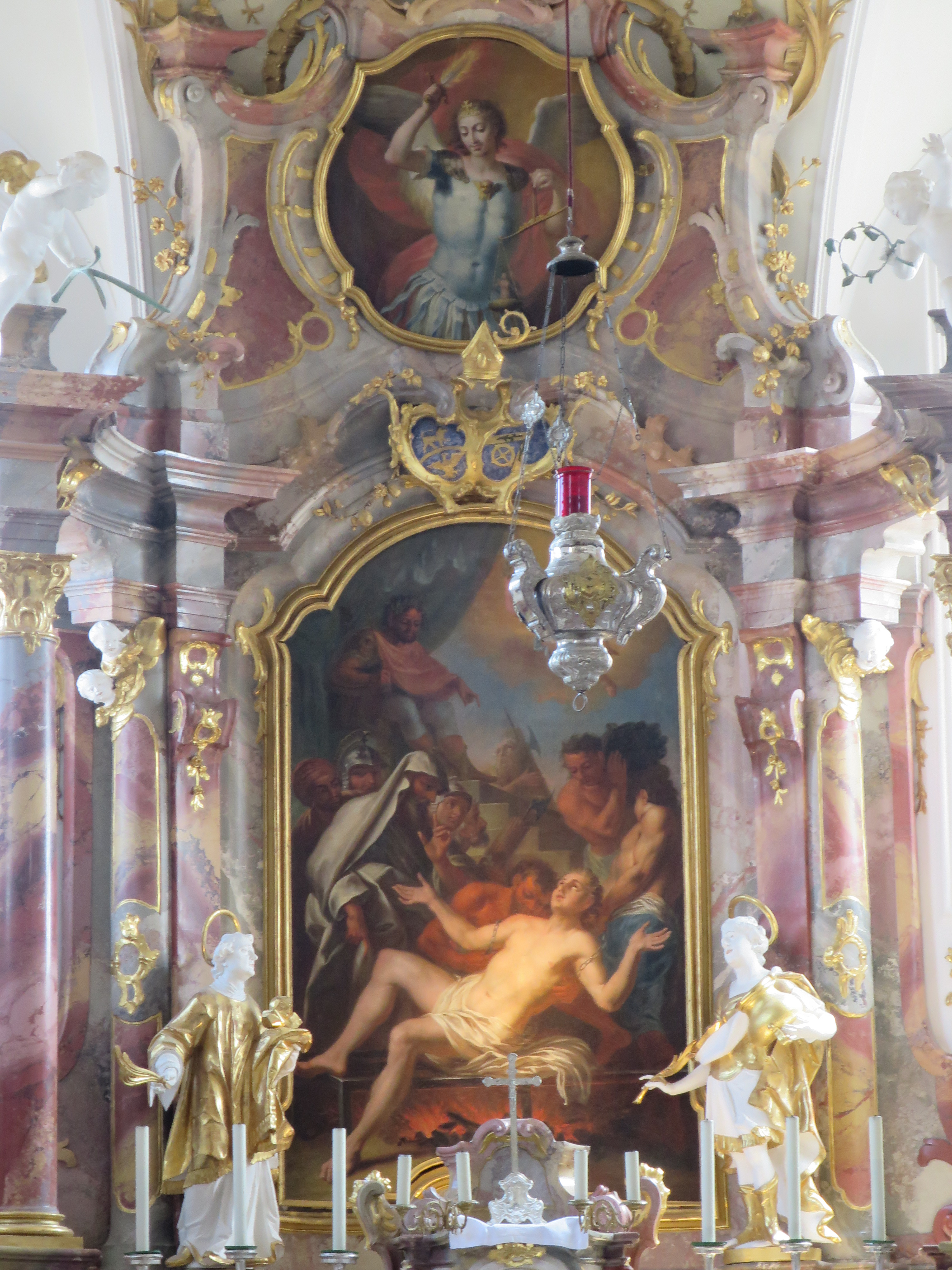
Hochaltar

- Der bühnenartige Hochaltar aus Stuckmarmor stammt wie die beiden Seitenaltäre aus der Bauzeit und ist eine Arbeit von Tassilo Zöpf. Die weiß gefassten Holzfiguren, der heilige Vitus und der heilige Stephanus sowie die die Figuren des heiligen Florian und des Johannes Nepomuk über den seitlichen Durchgängen, wurden in der Werkstatt von Franz Xaver Schmädl geschaffen. Das Altarblatt stellt das Martyrium des Kirchenpatrons dar, das Auszugsbild zeigt den Erzengel Michael mit der Seelenwaage. Beide Bilder wurden wie die der Seitenaltäre von Johann Baptist Baader gemalt. Auf dem Altarblatt des linken Seitenaltars ist Mariä Tempelgang und im Auszug die heilige Barbara dargestellt. Das Gemälde des rechten Altars, das mit der Jahreszahl 1760 bezeichnet ist, stellt den heiligen Silvester und das Auszugsbild die heilige Katharina dar.
- Die kleinen Apostelfiguren über den Weihekreuzen sind Arbeiten aus der Mitte des 18. Jahrhunderts.
- Die kleinfigurige Madonna mit Kind im Strahlenkranz an der südlichen Langhauswand wird in die zweite Hälfte des 17. Jahrhunderts datiert.
- Die weiß gefasste und vergoldete Kanzel weist an ihrem Schalldeckel das Wappen des Andechser Abtes Johann VI. Baptist Bergmann auf, der sie 1776 der Kirche stiftete. Der Korb ist mit gedrehten Säulchen verziert.
- Die 14 Ölgemälde der Kreuzwegstationen sind mit vergoldeten Rokokorahmen versehen und stammen aus der Mitte des 18. Jahrhunderts.
- Gegenüber dem Eingang hängt ein von gedrehten Säulen und einem gesprengten Giebel gerahmtes Tafelbild mit der Darstellung des heiligen Laurentius, das vor 1700 datiert wird.
- Die Kirche besitzt eine Weihnachtskrippe mit über 200 Figuren, die nach 1700 vermutlich in der Luidlwerkstatt in Landsberg am Lech entstanden und deren originale Gewänder noch teilweise erhalten sind.

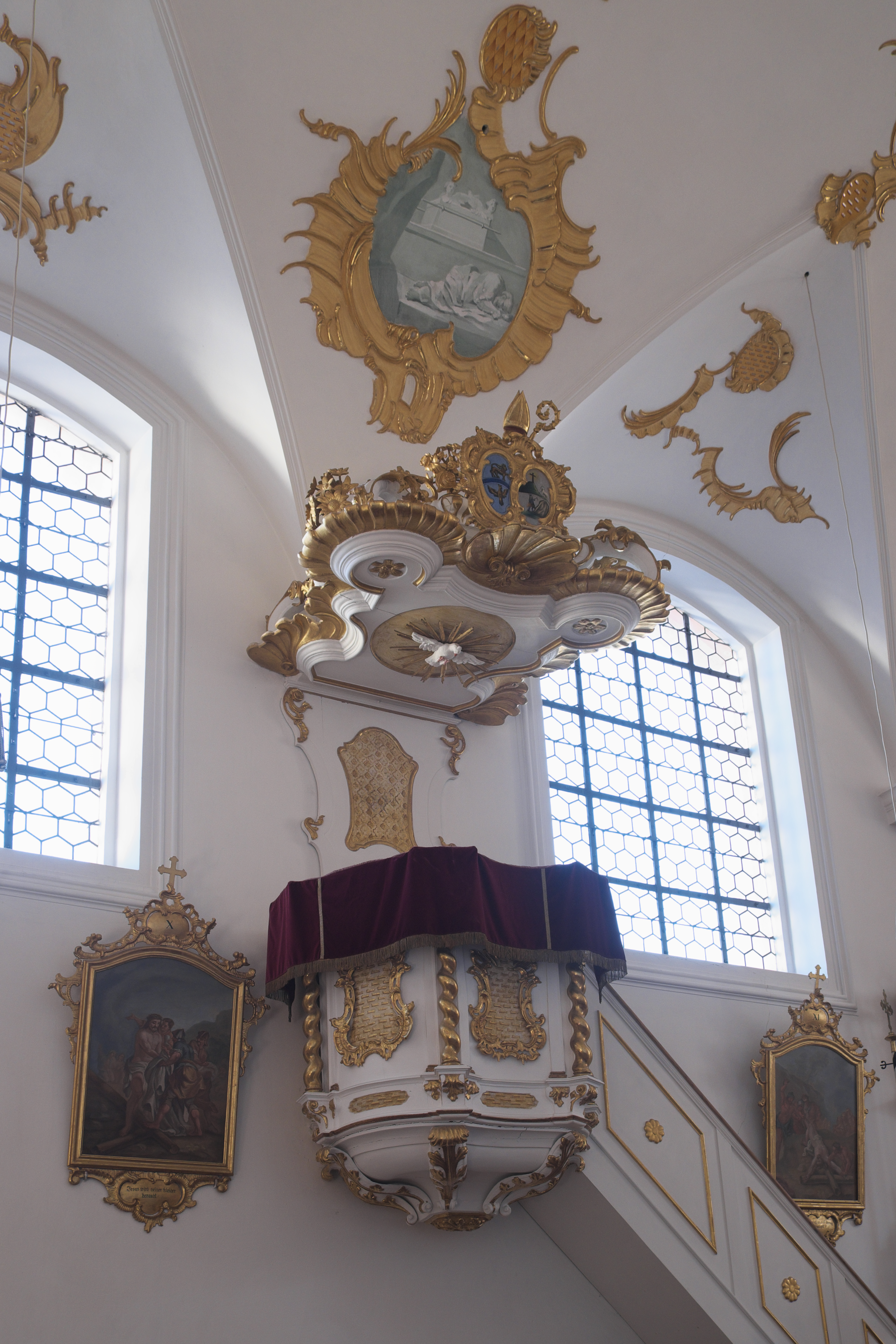
Kanzel
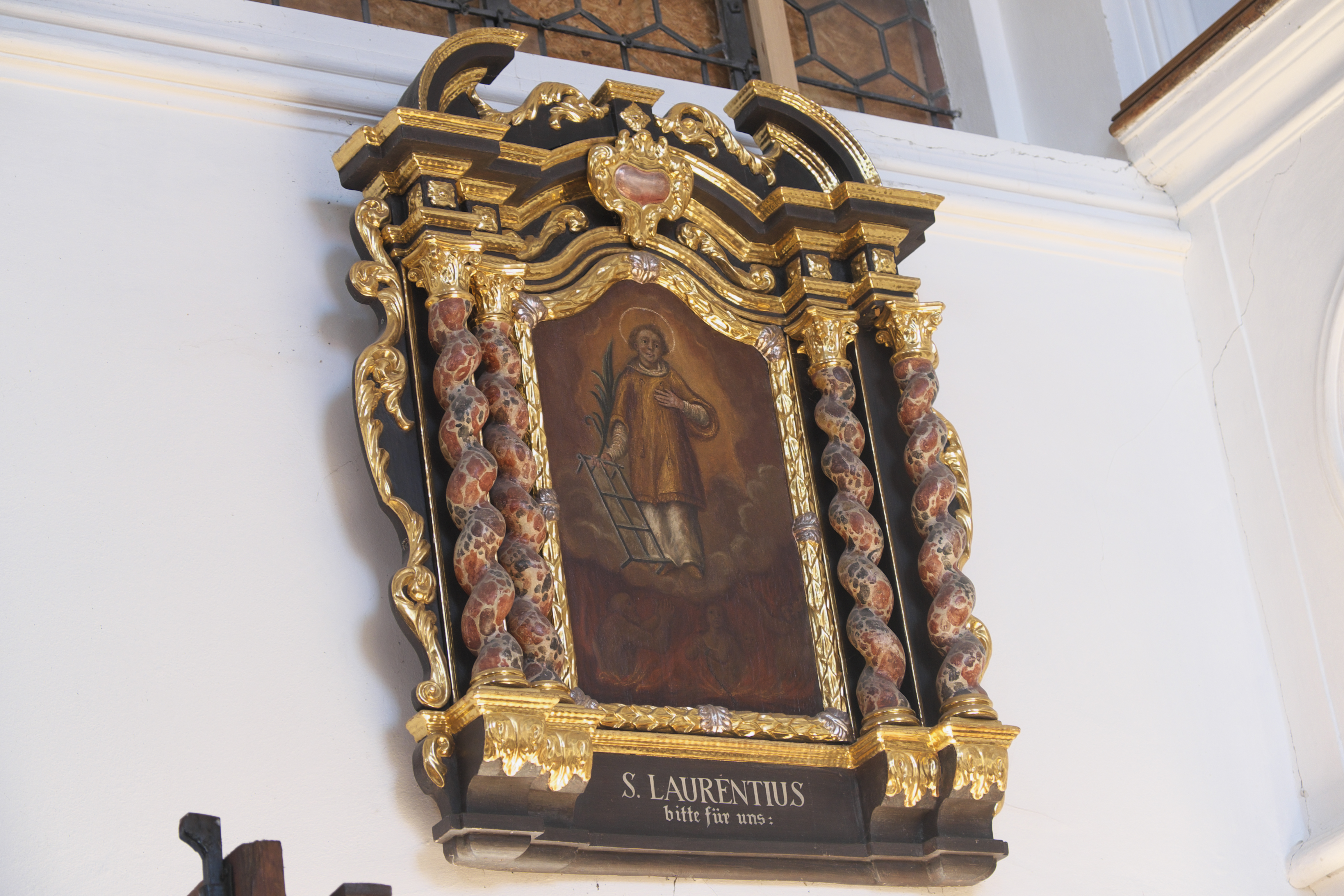
Tafelbild mit Darstellung des heiligen Laurentius
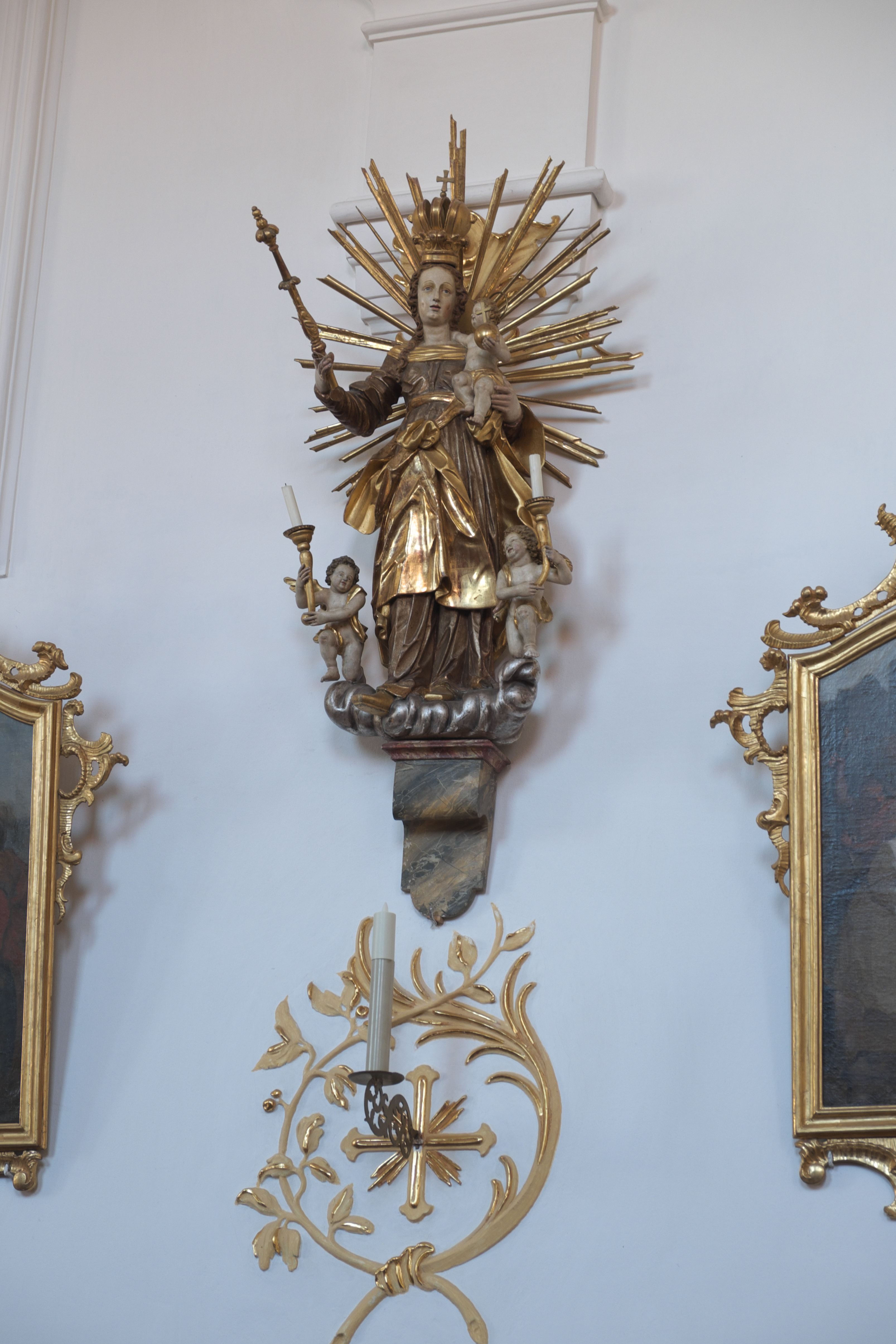
Madonna aus der zweiten Hälfte des 17. Jahrhunderts